# Titularbistum Bulla Regia
Bulla Regia ist ein Titularbistum der römisch-katholischen Kirche.
Es geht zurück auf einen untergegangenen Bischofssitz in der gleichnamigen antiken Stadt, die in der römischen Provinz Africa proconsularis (heute nördliches Tunesien) lag. Der Bischofssitz war der Kirchenprovinz Karthago zugeordnet.
| Titularbischöfe von Neapolis in Proconsulari |                                                            |                                            |                  |                   |
| Nr.                                          | Name                                                       | Amt                                        | von              | bis               |
| 1                                            | Jules Girard SMA                                           | Apostolischer Vikar von Nildelta (Ägypten) | 8. Juli 1921     | 23. März 1950     |
| 2                                            | Herbert Bednorz                                            | Koadjutorbischof von Kattowitz (Polen)     | 4. Mai 1950      | 12. November 1967 |
| 3                                            | Pierre Martin Ngô Đình Thục Titularerzbischof pro hac vice | emeritierter Erzbischof von Huê (Vietnam)  | 17. Februar 1968 | 13. Dezember 1984 |
| 4                                            | Roman Marcinkowski                                         | Weihbischof in Płock (Polen)               | 23. Februar 1985 |                   |